# Lakedance
Lakedance is een jaarlijks terugkerend dancefestival dat plaatsvindt aan het strand van Aquabest, een recreatiegebied in Best. Het evenement wordt georganiseerd door First Vision en Eye4Dance en staat bekend om zijn zomerse sfeer en line-ups. Lakedance is een regionaal evenement dat betaalbaar wil blijven: zo’n 80% van de bezoekers komt uit de regio Eindhoven. Gemiddeld komen er 20.000 bezoekers per editie.

## Geschiedenis
"Gewoon een leuk, bescheiden feestje bij de toen nog nieuwe beachclub Sunrise", dat was in 2005 het plan voor de eerste Lakedance. Er kwamen 800 mensen en het was nooit de bedoeling een groot festival te organiseren, zegt Jochem van Pelt van evenementenbureau First Vision, maar dat is het eigenlijk wel geworden. De eerste jaren was er één editie per jaar. Pas sinds 2007 is er een vroege editie in mei en een late editie in augustus.  In 2018 begroette Lakedance de driehonderdduizendste bezoeker. Het festival heeft inmiddels meer dan zevenhonderd dj-sets en achter de rug. Lakedance telt nu vijf area’s, waar op de zaterdag zo’n 38 dj’s draaien.

## Muziek en artiesten
Lakedance is en blijft een echt dj-festival. Er draaien geen dj’s van het wereldniveau Martin Garrix of Afrojack, alhoewel die er in hun beginjaren wel waren. Het festival biedt een diversiteit aan elektronische muziekstijlen, zoals house, techno, trance en dance. Bekende artiesten die in het verleden hebben opgetreden zijn onder andere Fedde Le Grand, Nicky Romero en Laidback Luke, Sam Feldt, La Fuente, Thomas Newson, Quintino en Maddix. Naast de mainstage zijn er ook verschillende kleinere podia, waar een focus ligt op specifieke subgenres en opkomende artiesten.

## Duurzaamheid
First Vision probeert als festivalorganisatie mee te werken aan het realiseren van een duurzame festivalomgeving.We hebben het afgelopen jaar behoorlijk geïnvesteerd in het terrein op Aquabest: veel looppaden zijn opnieuw geasfalteerd en ook breder gemaakt. Ook veel andere dingen in de infrastructuur zijn aangepakt, zodat je minder hoeft in te huren. Dat is ook duurzaam, zegt Van Pelt.